# Danele Sarriugarte
Danele Sarriugarte Mochales (Elgóibar, Guipúzcoa, 24 de agosto de 1989) es una escritora, traductora, crítica literaria y periodista vasca.

## Biografía
Es licenciada en Traducción e Interpretación por la Universidad del País Vasco y posgrado en Pensamiento Crítico por la Universidad Vasca de Verano. También estudió un máster en Literatura Comparada en la Universidad Autónoma de Barcelona.
En el año 2012 ganó el premio Igartza con Mamuak título del proyecto de novela presentada, pero finalmente la novela se publicó con el título Erraiak en 2014. A esta novela le concedieron el premio Zilarrezko Euskadi saria del gremio del libro de Guipúzcoa.
En las elecciones municipales de 2015 fue candidata en las listas del partido feminista Plaz! al ayuntamiento de San Sebastián. Ha colaborado en diversos medios de comunicación como BERRIA, Argia y Pikara Magazine.

## Obra
- 2014,  Erraiak (Elkar).[10]
- 2018, Azala erre (Elkar).[11][12]
- 2020, Zer gertatzen da K herrian ilargi beteko gauetan?. Azala espazioak ekoitzitako Zirriborroak eta gero proiekturako idatzitako lana.[13]

## Traducciones

### Ensayos
- Walter Benjamin: Denbora, historia eta artearen inguruko testuak (Sans Soleil, 2015). Teresa Pradera, Mikel Babiano, Amaia Donés eta Iñaki Segurolarekin elkarlanean itzulia.
- Angela Davis: Emakumeak, arraza, klasea (Elkar eta Jakin, Eskafandra bilduma, 2016)
- Monique Wittig: Pentsamendu heterozuzena (Susa; Lisipe bilduma, 2017). Mirentxu Larrañaga, Maialen Berasategi eta Irene Arraratsekin elkarlanean itzulia.[14]
- Eva Illouz: Arimaren etorkizuna: estandar emozionalen sorrera (Katakrak, 2020).[15]
- Slavoj Žižek: IZUrriA! COVID-19ak mundua astindu du (Txalaparta, 2020).[16]
- Nick Estes: Gure historia da etorkizuna: Standing Rock vs Dakota Access oliobidea, eta indigenen erresistentziaren tradizio luzea (Katakrak, 2020). Amaia Astobizarekin elkarlanean itzuli du.

### Poesía
- Audre Lorde: Poesia kaiera (Susa, 2016).

### Narrativa
- David Foster Wallace: Sekula gehiago egingo ez dudan gauza ustez dibertigarri bat (Pasazaite, 2016).
- Dolores Redondo: Bihotzaren ipar aldea (Erein, 2019).

### Literatura juvenil e infantil
- Geoff Rodkey: Tapper bikiak gerran (elkarren kontra) (Elkar, 2015).
- Geoff Rodkey: Tapper bikiak New York astintzen (Elkar, 2016).
- Geoff Rodkey: Tapper bikiak lehendakari (Elkar, 2017).

## Premios y reconocimientos
- 2017 Martin Ugalde beka.[17]
- 2015 Zilarrezko Euskadi saria.[4]
- 2012 Igartza Saria.[18]